# The Flintstones: The Treasure of Sierra Madrock
The Flintstones: The Treasure Of Sierra Madrock (с англ. Флинтстоуны: Сокровище Сьерры Мэдрок) — компьютерная игра в жанре аркады, выпущенная в 1994 году компанией Taito Corporation для Super Nintendo Entertainment System по мотивам комедийного мультсериала Флинтстоуны. Первоначальная цена игры в Японии составила 8500 йен, эквивалентных $91,93.

## Сюжет
Глава клуба Водяных буйволов, Великий Пуба, решает, что пришло время уйти в отставку. Его последнее решение на данном посту — состязание, исход которого решить, кто станет новым президентом клуба — победитель должен найти сокровища Безумной горы. Фред Флинтстоун и Барни Раббл отправляются на поиски сокровищ, и они должны спешить — среди конкурентов и их жёны — Уилма и Бетти.

## Геймплей
Перед началом игры появляется карта, на которой отмечены уровни, которые предстоит пройти игроку. Движение героев определяется как в классической настольной игре — числом, выпавшим на игральных костях. Согласно числу, игрок попадает на определённый уровень, где игровой процесс представляет собой типичную аркаду. Персонажи должны перемещаться по платформам, противостоя боссам и собирая различные бонусы. На некоторых уровнях, герои могут встретить своих жён, и если это случится, игроку придётся вернуться на предыдущую позицию.
В качестве оружия, Фред и Барни используют деревянную дубинку. Кроме того, в игру включена система паролей, позволяющая продолжить игру с последнего пройденного уровня. Брантобургеры пополняют энергию персонажей, а ракушки будут полезны, когда игрок попадает в магазин.
Чтобы продолжить игру с максимально пройденного этапа, необходимо ввести пароль.
Хотя по сюжету мультфильмов, Дино — домашний динозавр Флинтстоунов, если персонаж дотронется до игрока, тот потеряет жизнь.

## Уровни
В игре 5 основных уровней, перемежающихся между собой мини-играми:
1. Bedrock
2. Magmarock
3. Snowrock
4. Junglerock
5. Caverock